# Prosantichthys buergini
Prosantichthys buergini è un pesce osseo estinto, appartenente agli alecomorfi. Visse nel Triassico medio (Ladinico, circa 240 - 238 milioni di anni fa) e i suoi resti fossili sono stati ritrovati in Svizzera.

## Descrizione
Questo pesce era di piccole dimensioni e non superava i 6 centimetri di lunghezza. Era dotato di ossa e scaglie ricoperte da uno spesso strato di ganoina. La pinna dorsale era posta poco dopo la metà del corpo ed era di forma triangolare, mentre la pinna anale, anch'essa triangolare, era posta obliquamente ad essa e leggermente più arretrata. Le piccole pinne ventrali erano situate all'incirca a metà del corpo, mentre le pinne pettorali erano poste appena dietro al cranio. La pinna caudale era leggermente biforcuta.
Il cranio era caratterizzato da grandi ossa nasali suturate medialmente, e da una regione orbitale con un curioso osso infraorbitale di grosse dimensioni. Erano inoltre presenti un piccolo osso suborbitale accessorio e un opercolo ingrandito con una regione anteroventrale espansa, che quasi entrava in contatto con il margine laterale della scatola cranica tramite il ramo dorsale. Alcune caratteristiche di Prosantichthys, come la presenza di un osso sopramascellare e di un processo sopramascellare della mascella con una tacca posteriore per il contatto della supramaxilla, si riscontrano anche negli altri alecomorfi. 

## Classificazione
Prosantichthys è un rappresentante arcaico degli alecomorfi, un gruppo di pesci attualmente rappresentato da una sola specie (Amia calva), ma che durante il Mesozoico era molto diffuso. In particolare, Prosantichthys è considerato vicino all'ordine dei Parasemionotiformes, alecomorfi tipici del Triassico. Un altro pesce simile è Frodoichthys, del Triassico medio della Cina.
Prosantichthys buergini è stato descritto per la prima volta nel 2007, sulla base di resti fossili ritrovati nella formazione Prosanto in Svizzera, nella zona di Ducanfurgga. 

## Paleoecologia
Prosantichthys doveva essere un piccolo pesce che si nutriva di particelle di cibo in un mare poco profondo abitato anche da altri pesci di dimensioni simili (Besania) e da altri pesci predatori di maggiori dimensioni, come Eoeugnathus. 